# 阿里·西索科
阿里·西索科（法語：Aly Cissokho，發音：[ali sisɔko]；1991年3月23日—），1987年9月15日生于法国布盧瓦的法国足球运动员，司職左閘，現時效力泰國甲組足球聯賽球會南奔勇士。

## 職業生涯
施素高首間職業球會是法國乙組足球聯賽球會格尼翁，在2006-07年最後一場比賽，他與球會簽署了一份為期一年的合約。
6月2日，施素高正式加盟葡超球會塞图巴尔，簽署了為期3年的合約。

### 波圖
在聯賽有良好表現的施素高在2009年1月加盟葡超勁旅波图。他加盟後隨即成為球隊正選，協助球隊成功衛冕，連續四年奪得聯賽冠軍，在歐洲聯賽冠軍盃也能進入半準決賽。
於2009年6月14日，AC米蘭宣布，已經收購了施素高，轉會費為1,500萬歐元。球員隨即接受醫療檢查，但在第二天發現他的牙齒有問題，有可能會引發脊髓及肌肉等問題。
不久，施素高宣布他已經通過了第二次醫療檢查，他隨後會簽署合約。在此同時，AC米蘭試圖重新談判轉會費問題，由於施素高的健康問題，雙方未能達成協議，隨後AC米蘭總經理加利亞尼（Adriano Galliani）宣布這筆交易被取消。 6月23日，轉會事件還未結束，球員的經紀人稱AC米蘭會向波图提供新的報價。

### 里昂
7月18日，法甲班霸里昂宣布，他們已經與波图達成協議成功收購施素高，轉會費跟AC米蘭早前提出的一樣是1,500萬歐元。然而，波图仍有資格獲得 20％額外轉會費。施素高成功地通過了體檢，並同意簽署5年合約。7月20日，他跟同樣是新加盟的球員米高·巴道斯（Michel Bastos）一同向媒體宣佈正式加盟里昂，施素高被獲派20號球衣。
施素高加盟後立刻受到領隊普爾（Claude Puel）重用，取代離隊的格羅索成為左閘正選。在2009-10賽季法甲聯賽前6場比賽表現出色，幫助球隊挑戰上季聯賽冠軍波爾多。

### 利物浦(外借)
2013年8月20日，英超球隊利物浦從華倫西亞借入施素高，直至2013-14球季結束。

## 國家隊
施素高於09年11月首次入選法國國家足球隊，出戰2010年世界盃外圍賽歐洲區附加賽。

## 荣誉
- 葡萄牙足球超级联赛: 2008-09赛季 冠军
- 葡萄牙杯: 2008-09冠军